# ゴロンジ＝ノヴァク・エレメル
ゴロンジ＝ノヴァク・エレメール（Gorondy-Novak Elemér、1885年 - 1954年）は、ハンガリーの軍人。大将。
オーストリア＝ハンガリー軍において、第一次世界大戦に従軍。ハンガリー独立後、ハンガリー軍に入隊。第4騎兵連隊長（1932年 - 1933年）、エルケニ騎兵部隊長（1933年 - 1935年）、第1騎兵旅団長（1935年 - 1937年）、第2騎兵旅団長（1937年 - 1938年）を歴任。1938年 - 1940年、騎兵・機動軍総監。1940年3月、第3軍（第1軍団、第4軍団、第5軍団、機動軍団）司令官に任命される。
1941年4月、第3軍はヴラニェとバーチ・キシュクンに集結した。4月12日、ユーゴスラビアに対して軍事行動を開始した。第3軍はドイツ軍の助攻を務め、占領軍として利用された。1941年11月、デルクヴォイZ.将軍と交代。